# Scala Sancta
Scala Sancta (em italiano:  Scala Santa) ou Escada Santa é uma escada composta por 28 degraus de mármore instalada num edifício próprio em Roma, perto da Arquibasílica de São João de Latrão, e uma das propriedades extraterritoriais da Santa Sé na cidade. Este edifício incorpora parte do antigo Palácio Laterano e os degraus, protegidos por uma moldura de degraus de madeira, levam até o Sancta Sanctorum ("Santo dos Santos"), a capela pessoal dos primeiros papas e conhecida como "Capela de São Lourenço". Atualmente é a igreja de San Lorenzo in Palatio ad Sancta Sanctorum.
De acordo com a tradição católica, estes são os degraus que levavam até o alto do pretório de Pôncio Pilatos, em Jerusalém, galgados por Jesus durante seu julgamento durante a Paixão. Os degraus foram trazidos para Roma por Santa Helena no século IV e, por séculos, atraíram peregrinos que desejavam homenagear a Paixão.

## História

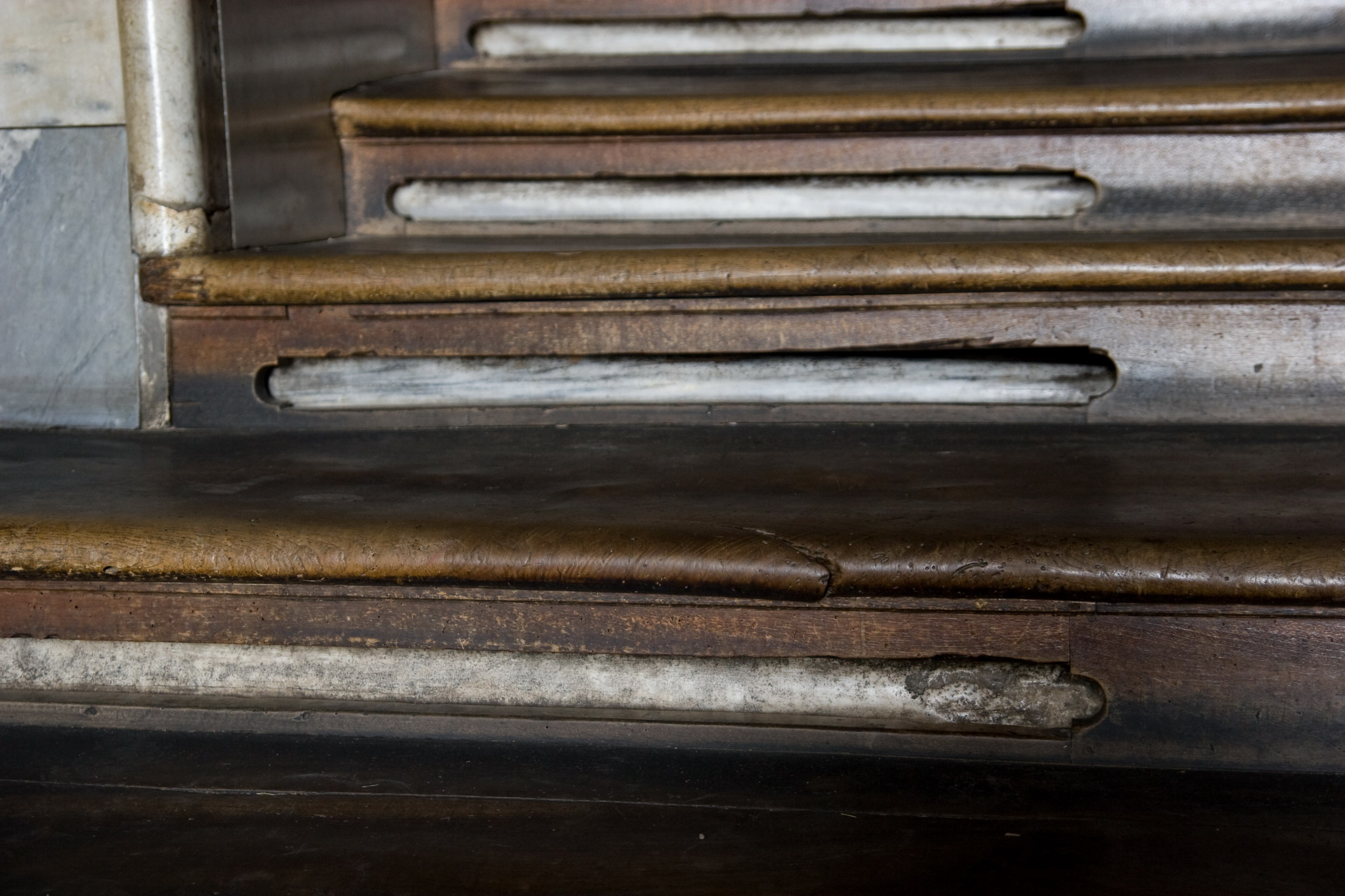
Detalhe mostrando os degraus de mármore e a moldura de madeira que os protege.

Lendas medievais sustentam que os degraus foram levados de Jerusalém para Roma por volta de 326 por Santa Helena, a mãe do imperador romano Constantino I. Na Idade Média, eram conhecidos como Scala Pilati ("Degraus de Pilatos"). Pelo que se deduz de plantas antigas, eles levavam a um corredor do Palácio Laterano, perto da Capela de São Silvestre, e estavam cobertos por um teto especial. Em 1589, o papa Sisto V demoliu o antigo palácio papal, que estava em ruínas, para abrir espaço para a construção de um novo e ordenou que os Santos Degraus fossem reinstalados em sua posição atual, perante o Sancta Sanctorum ("Santo dos Santos"), que abriga muitas relíquias preciosas, incluindo um celebrado ícone chamado Santissimi Salvatore Acheiropoieton (um dos acheiropoieta, ou "não realizados por mãos humanas") que, em algumas ocasiões era levado em procissão através de Roma

## Decoração
A Scala Sancta está protegida por uma moldura de madeira e só pode ser escalada de joelhos. Para uso normal, a escadaria é ladeada por quatro outras escadarias laterais, duas de cada lado, construídas por volta de 1589. A escalada de joelhos é uma devoção muito popular entre peregrinos e fieis e já foi realizada por diversos papas. Como parte das cerimônias de abertura do Jubileu de 1933, o cardeal Francesco Marchetti Selvaggiani, vigário de Roma, liderou uma multidão de centenas de fiéis na escalada
A decoração da Scala Santa foi uma das reformas realizadas por Sisto V, liderada por Cesare Nebbia e Giovanni Guerra, que contaram com a ajuda de um time de artistas para pintar os afrescos, incluindo Giovanni Baglione, Giacomo Stella, Giovanni Battista Pozzo, Paris Nogari, Prospero Orsi, Ferraù Fenzoni, Paul Bril, Paulo Guidotti, Giovanni Battista Ricci, Cesare Torelli, Antonio Vivarini, Andrea Lilio, Cesare e Vincenzo Conti Baldassare Croce, Ventura Salimbeni e Antonio Scalvati. Diversos desenhos preliminares de Nebbia para os afrescos ainda existem. Não se sabe, contudo, quem pintou qual afresco. Uma grande restauração foi realizada em 2007, patrocinada pela Getty Foundation.

## Scala Sanctana Igreja Católica

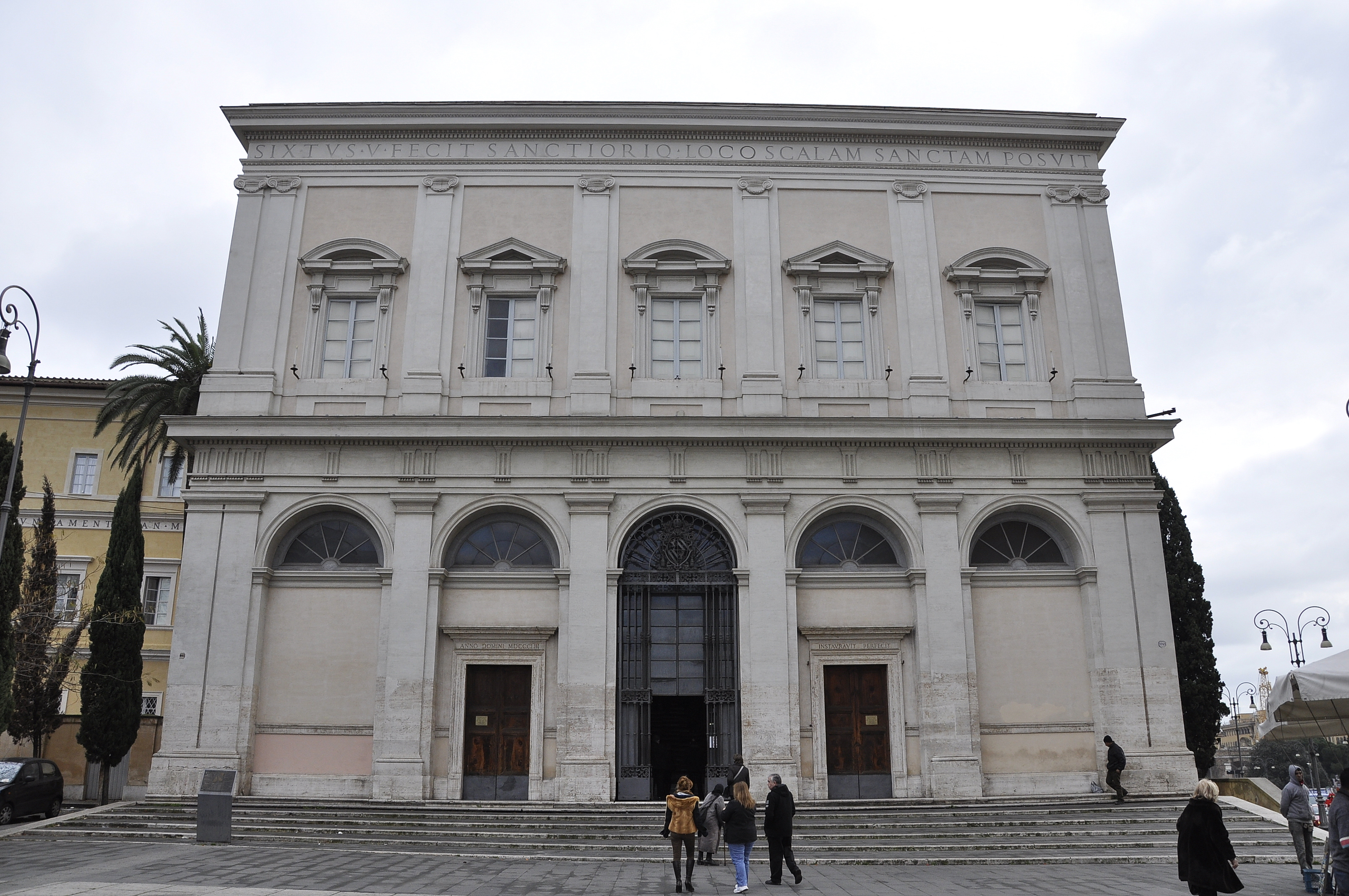
Edifício que abriga a Scala Sancta perto da Arquibasílica de São João de Latrão.

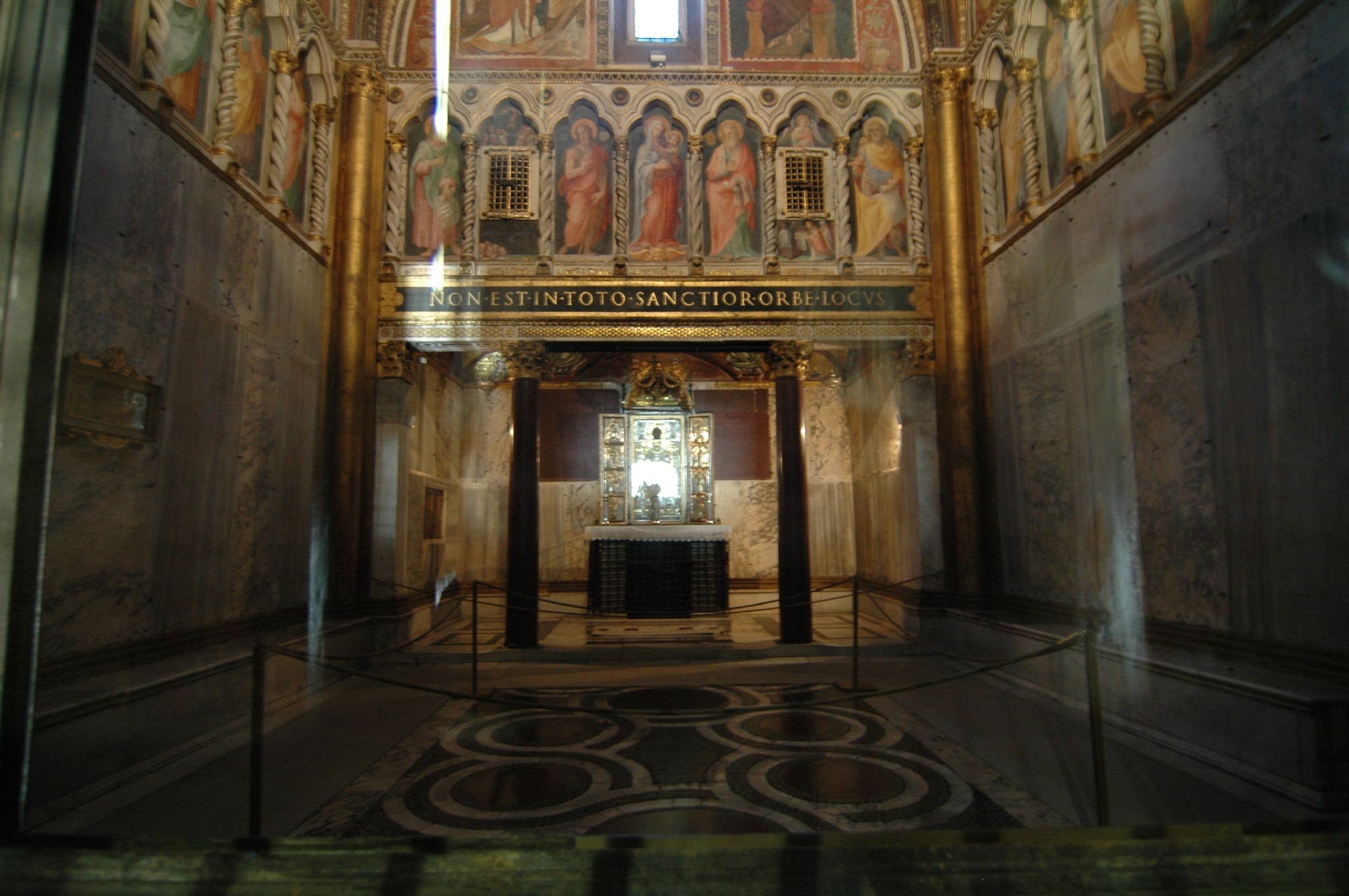
Sancta Sanctorum ou "Capela de São Lourenço", a capela privada dos antigos papas no alto da escada. No altar-mor está Santissimi Salvatore Acheiropoieton, um dos mais famosos ícones de Roma e um dos acheiropoieta.

Uma indulgência plena é concedida a quem escalar a escada de joelhos. O papa Pio VII, em 2 de setembro de 1817 concedeu aos que subissem a escada desta forma uma indulgência de nove anos para cada degrau. Finalmente, o papa Pio X, em 26 de fevereiro de 1908, concedeu indulgência plena aos que subissem as escadas de joelhos depois de se confessarem e comungarem.

## Devoção
Martinho Lutero teria subido os degraus de joelhos em 1511, repetindo o Pai Nosso enquanto subia. No alto, se levantou e disse "Quem sabe se é mesmo?". Ele acreditava que esta lembrança foi um ato do Espírito Santo admoestando-o para que confiasse apenas na fé e não nas obras. Este ato foi depois descrito como um ponto de inflexão em sua vida. Porém, a veracidade deste relato é incerta.
Charles Dickens, depois de visitar a Scala Sancta em 1845, escreveu: "Nunca, em toda minha vida, vi algo tão ridículo e desagradável como isto". Ele descreveu a cena de peregrinos subindo a escada de joelhos como uma "perigosa confiança em observâncias exteriores".

### Cópias daScala Sancta
Imitações da Scala Sancta já foram construídas em diversos locais do mundo e indulgências geralmente estão ligadas a elas:
- Palácio Ducal de Mântua, 1614-5, por Ferdinando Gonzaga, que era cardeal na época e depois foi duque de Mântua[6]
- Sacro Monte di Varallo, Piemonte, Itália
- Igreja de São Paulo, Campli, Itália[14]
- Igreja de São Jerônimo, Reggio Emilia, Itália
- Veroli, Itália
- Heilig-Kreuz Kirche, Bad Tölz, Alemanha
- Kreuzbergkirche, Bonn, Alemanha: Clemente Augusto da Baviera ordenou a instalação de uma cópia da Scala Santa com base num projeto do arquiteto barroco Balthasar Neumann.[15] Foi construída entre 1745 e 1751.
- Basílica de Sainte Anne d'Auray, França
- Františkánsky kostol Nepoškvrneného Počatia Panny Márie, Malacky, Eslováquia
- St. Patrick — St. Stanislaus Kostka, Pittsburgh, Pensilvânia, Estados Unidos
- Igreja de Nossa Senhora e São Carlos Magno em Karlov, Praga, República Checa, 1708-11
- San Giuseppe a Capo le Case, em Roma, 1717
- Capela Loretto, em Brno, República Checa
- Capela dos Degraus Sagrados no Mosteiro da Montanha da Mãe de Deus em Králíky, República Checa
- Capela Peregrina dos Degraus Sagrados em Rumburk, República Checa, 1767-1770